# Elgaria paucicarinata
Elgaria paucicarinata là một loài thằn lằn trong họ Anguidae. Loài này được Fitch mô tả khoa học đầu tiên năm 1934.

## Hình ảnh

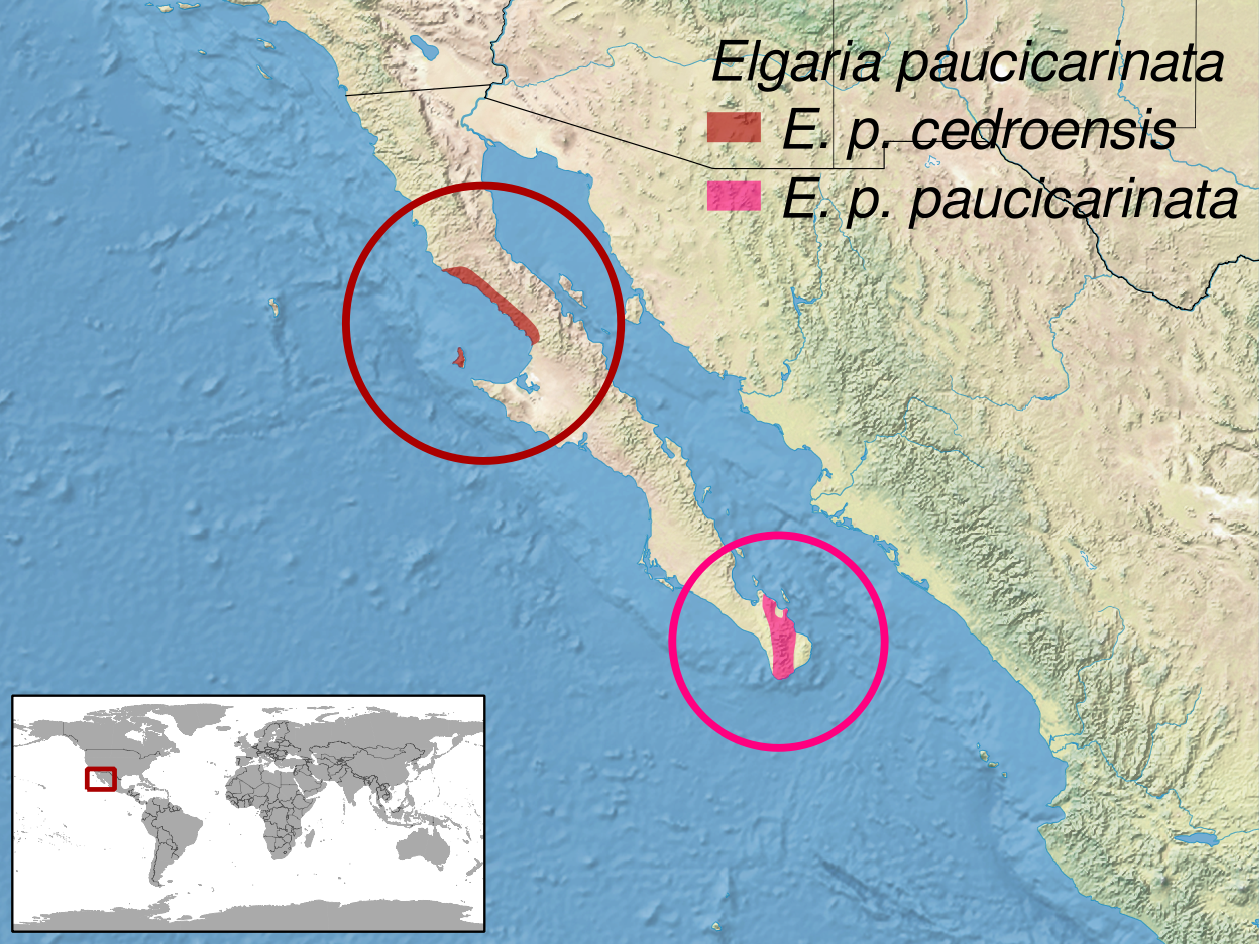